# 25e division d'infanterie (Inde)
Pour les articles homonymes, voir 25e division.
La 25e division d'infanterie indienne est une division d'infanterie indienne de l'armée britannique qui a combattu pendant la campagne de Birmanie pendant la Seconde Guerre mondiale. Elle a ensuite été dissoute au sein de l'armée indienne après l'indépendance en 1948.

## Histoire

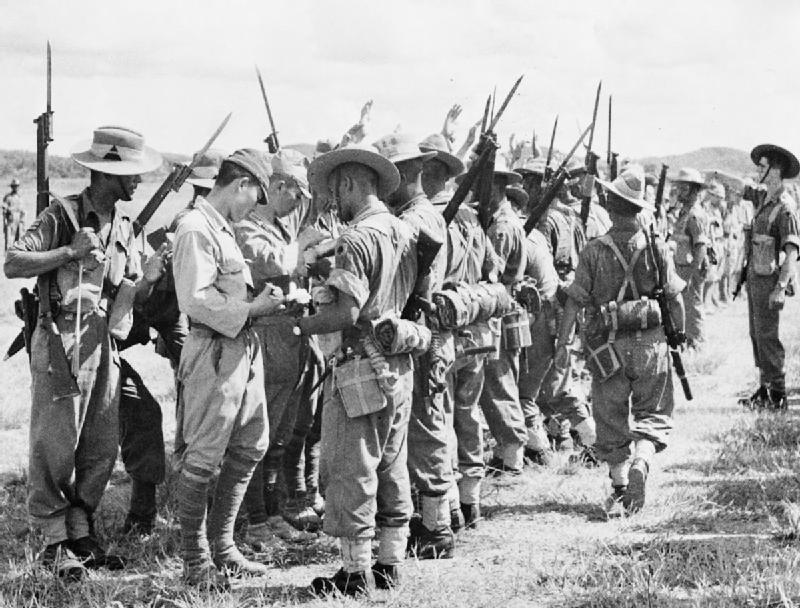
La 25e division indienne fouille les prisonniers japonais peu de temps après leur désarmement à Kuala Lumpur.

Formée à l'origine à Bangalore dans le sud de l'Inde le 1er août 1942 sous les ordres du major-général Henry Davies, la division a été dissoute à la fin de la Seconde Guerre mondiale.
Le rôle original de la division tel que conçu par le commandant général de l'armée Sir WJ Slim était de répondre à toute tentative d'invasion japonaise tout en s'entraînant activement à la guerre dans la jungle. La division connait son baptême du feu au sein du XVe corps indien, au début de la troisième campagne d'Arakan en mars 1944.
En mai 1944, le commandement de la division fut assumé par le major-général George Wood, qui commandait auparavant la 4e brigade d'infanterie britannique en Inde. En novembre 1944, appuyée par des destroyers de la Royal Australian Navy, la division dégagea le Mayu Range jusqu'à Foul Point et occupa Sittwe. Par la suite, sous le commandement de la 3e brigade de commandos, elle lança une série d'attaques maritimes réussies le long de la côte, soutenu par des sloops de la Marine royale indienne et remporta quatre Croix de Victoria. Ces actions comprenaient la bataille décisive de Kangaw et les débarquements à Myebon et Ruywa afin d'intercepter les Japonais en retraite.
En avril 1945, la division fut retirée en Inde du Sud pour se préparer à l'opération Zipper, l'invasion de la Malaisie britannique, ayant été choisie pour le rôle de débarquement d'assaut (amphibie). Bien que les hostilités aient alors cessé, l'opération se déroula comme prévu et la 25e division fut la première formation à débarquer en Malaisie, occupant la capitale, Kuala Lumpur, puis acceptant la reddition de l'armée japonaise. La division est dissoute en Malaisie en février et mars 1946.

### Post-indépendance
La division a été relancée au sein de l'armée indienne après l'indépendance en 1948. En octobre 1962, la division relevait du XVe corps du Western Command. Son quartier général était à Poonch, et il comprenait les 80e, 93e et 120e brigades d'infanterie.

## Brigades affectées
Toutes ces brigades ont été affectées ou attachées à la division à un moment donné pendant la Seconde Guerre mondiale :
- 51e brigade d'infanterie indienne
- 53e brigade d'infanterie indienne
- 74e brigade d'infanterie indienne
- 22e brigade d'infanterie (Afrique de l'Est)
- 3e brigade de commandos
- 2e brigade d'infanterie (Afrique de l'Ouest)[5]